# Entlastungszug
Ein Entlastungszug ist ein Reisezug, der zusätzlich zu einem fahrplanmäßig verkehrenden Zug eingelegt wird, wenn zu erwarten ist, dass dessen Beförderungskapazität nicht ausreicht. Als Entlastungszug werden zum Beispiel zusätzliche Züge im Nah- und Fernverkehr zu Fußballveranstaltungen eingesetzt.

## Fahrplan
Meist verkehren Entlastungszüge als Vor- oder Nachzug kurz vor oder kurz nach dem planmäßigen Hauptzug und haben die gleiche Zuggattung und eine ähnliche Zugnummer wie dieser. Im Gegensatz zu anderen Sonderzügen werden die Fahrplantrassen für Entlastungszüge bereits bei der Ausarbeitung des Fahrplans berücksichtigt. Die Entscheidung, wann ein Entlastungszug eingelegt wird, erfolgt kurz- oder mittelfristig und richtet sich nach dem voraussichtlichen Bedarf. Aus diesem Grund sind Entlastungszüge nicht im Kursbuch veröffentlicht, sondern werden meist an den Haltebahnhöfen per Aushang („Zusätzliche Züge“) bekanntgegeben. Für die Nutzung der Entlastungszüge sind keine besonderen Fahrkarten erforderlich.

## Fahrzeugmaterial
Für Entlastungszüge wird kein eigener Fahrzeugbestand vorgehalten, die Züge werden aus Reservefahrzeugen gebildet. Da es sich hierbei oft um ältere Wagen unterschiedlicher Bauart handelt oder solche, die sonst für andere Zwecke eingesetzt werden, unterscheidet sich die Wagenreihung und Bespannung oft stark von den Zügen, die auf den befahrenen Strecken sonst verkehren.